# Persone di nome Walter/Calciatori
| Questa pagina contiene informazioni ricavate automaticamente dalle voci biografiche con l'ausilio del template Bio e di un bot. L'aggiornamento è periodico e automatico e ricostruisce completamente la pagina. Se manca una persona in questa lista, sei pregato di non aggiungerla, ma accertati piuttosto che la sua voce biografica contenga il template Bio e che i dati anagrafici siano correttamente compilati. Se il template Bio manca, inseriscilo tu stesso o, in alternativa, metti l'avviso {{tmp\|Bio}} che ne segnala la mancanza. Se i dati riportati sono sbagliati, correggi direttamente la voce biografica; le modifiche saranno visibili in questa lista entro pochi giorni. Per chiarimenti vedi il progetto antroponimi. La lista contiene solo le 158 persone che sono citate nell'enciclopedia e per le quali è stato implementato correttamente il template Bio. Pagina aggiornata al 22 lug 2025. |

Questa è una lista di persone presenti nell'enciclopedia che hanno il nome Walter e sono calciatori.

## A(8)
- Walter Abbott, calciatore inglese (Birmingham, n. 1877 - Birmingham, † 1941)
- Walter Acevedo, ex calciatore argentino (San Justo, n. 1986)
- Walter Acuña, calciatore argentino (San Nicolás de los Arroyos, n. 1992)
- Walter Alsford, calciatore inglese (Londra, n. 1911 - † 1968)
- Walter Antelo, calciatore boliviano (n. 1996)
- Fabián Assmann, ex calciatore argentino (Zárate, n. 1986)
- Walter Avalos, ex calciatore paraguaiano (Asunción, n. 1976)
- Walter Ayoví, ex calciatore ecuadoriano (Esmeraldas, n. 1979)

## B(23)
- Walter Bahr, calciatore e allenatore di calcio statunitense (Filadelfia, n. 1927 - Boalsburg, † 2018)
- Casey Bahr, ex calciatore statunitense (Mount Holly, n. 1948)
- Walter Ballarin, ex calciatore italiano (San Pietro in Volta, n. 1953)
- Walter Balmer, calciatore svizzero (Thun, n. 1948 - Interlaken, † 2010)
- Walter Baseggio, ex calciatore belga (Clabecq, n. 1978)
- Walter Beerli, calciatore svizzero (n. 1928 - † 1995)
- Walter Bennett, calciatore olandese (n. 1997)
- Walter Benítez, calciatore argentino (San Martín, n. 1993)
- Walter Berg, calciatore tedesco (n. 1916 - † 1949)
- Walter Berlini, ex calciatore italiano (Coriano, n. 1955)
- Walter Biagini, ex calciatore italiano (Ancona, n. 1961)
- Walter Bianchi, ex calciatore italiano (Aarau, n. 1963)
- Walter Borck, calciatore tedesco (Monaco di Baviera, n. 1891 - † 1949)
- Walter Bou, calciatore argentino (Concordia, n. 1993)
- Walter Boyd, ex calciatore giamaicano (Kingston, n. 1972)
- Walter Bracamonte, calciatore argentino (Villa Allende, n. 1997)
- Wally Bragg, calciatore inglese (Twickenham, n. 1929 - Twickenham, † 2016)
- Walter Brom, calciatore polacco (Chorzów, n. 1921 - † 1968)
- Walter Bruce, calciatore nordirlandese (Belfast, n. 1938 - † 2015)
- Walter Buchanan, calciatore inglese (Hornsey, n. 1855 - † 1926)
- Walter Busse, calciatore argentino (General Güemes, n. 1987)
- Marcelo Bustamante, ex calciatore argentino (Villa Tesei, n. 1980)
- Walter Bwalya, calciatore congolese (Repubblica Democratica del Congo) (Lubumbashi, n. 1995)

## C(14)
- Walter Cabrera, calciatore paraguaiano (Asunción, n. 1990)
- Walter Calderón, ex calciatore ecuadoriano (Ambuquí, n. 1977)
- Walter Leandro Capeloza Artune, calciatore brasiliano (Jaú, n. 1987)
- Walter Casaroli, ex calciatore italiano (Roma, n. 1957)
- Walter Chalá, calciatore ecuadoriano (Ibarra, n. 1992)
- Walter Chyzowych, calciatore e allenatore di calcio polacco (Sambir, n. 1937 - Winston-Salem, † 1994)
- Walter Ciani, ex calciatore italiano (Udine, n. 1934)
- Walter Clar, calciatore paraguaiano (Pirapó, n. 1994)
- Walter Claus-Oehler, calciatore tedesco (Gera, n. 1897 - † 1941)
- Fabián Coelho, ex calciatore uruguaiano (Artigas, n. 1977)
- Walter Corbett, calciatore inglese (Wellington, n. 1880 - Handsworth, † 1960)
- Walter Corbo, ex calciatore uruguaiano (Montevideo, n. 1949)
- Walter Corsanini, calciatore italiano (Cremona, n. 1911 - Cremona, † 1978)
- Walter Cortés, calciatore costaricano (San José, n. 2000)

## D(9)
- Walter D'Odorico, calciatore italiano (Udine, n. 1913 - Padova, † 1996)
- Walter Davoine, calciatore uruguaiano (Montevideo, n. 1935 - Montevideo, † 2016)
- Walter De Boni, calciatore italiano (Vicenza, n. 1920 - Vicenza, † 1999)
- Walter De Greef, ex calciatore belga (Paal, n. 1957)
- Walter Del Medico, calciatore italiano (Feletto Umberto, n. 1920 - Firenze, † 1987)
- Walter Dick, calciatore scozzese (Kirkintilloch, n. 1905 - Lafayette, † 1989)
- Walter Dietrich, calciatore e allenatore di calcio svizzero (n. 1902 - † 1979)
- Walter Dzur, calciatore tedesco (n. 1919 - Amburgo, † 1999)
- Walter de Souza Goulart, calciatore brasiliano (Rio de Janeiro, n. 1912 - † 1951)

## E(2)
- Walter Eich, calciatore e allenatore di calcio svizzero (n. 1925 - Berna, † 2018)
- Walter Escobar, ex calciatore colombiano (n. 1966)

## F(6)
- Walter Fernández, ex calciatore spagnolo (Caldes de Montbui, n. 1989)
- Walter Fischer, calciatore tedesco (n. 1889 - † 1959)
- Walter Forante, ex calciatore italiano (Monteforte d'Alpone, n. 1944)
- Walter Frisoni, ex calciatore italiano (Brescia, n. 1945)
- Walter Fritzsch, calciatore e allenatore di calcio tedesco orientale (Zwickau, n. 1920 - Dresda, † 1997)
- Walter Fritzsche, calciatore tedesco (Steglitz, n. 1895 - † 1956)

## G(10)
- Walter García, ex calciatore argentino (Buenos Aires, n. 1984)
- Walter Gargano, ex calciatore uruguaiano (Paysandú, n. 1984)
- Walter Giacomello, calciatore italiano (Vicenza, n. 1923)
- Walter Giesler, calciatore e allenatore di calcio statunitense (n. 1910 - † 1976)
- Walter Gómez, calciatore uruguaiano (Montevideo, n. 1927 - Buenos Aires, † 2004)
- Walter González, calciatore paraguaiano (Doctor Juan León Mallorquín, n. 1995)
- Walter Grezzani, ex calciatore italiano (Verona, n. 1952)
- Walter Guandalini, calciatore italiano (Carpi, n. 1906 - Carpi, † 1989)
- Walter Guglielmone, ex calciatore uruguaiano (Salto, n. 1978)
- Walter Günther, calciatore tedesco (n. 1915 - † 1989)

## H(4)
- Walter Haummer, calciatore austriaco (n. 1928 - † 2008)
- Walter Hempel, calciatore tedesco (Lipsia, n. 1887 - Lipsia, † 1940)
- Walter Horak, calciatore austriaco (Marchegg, n. 1931 - Vienna, † 2019)
- Walter Henrique da Silva, calciatore brasiliano (Porto Alegre, n. 1989)

## I(3)
- Walter Ibáñez, ex calciatore uruguaiano (Rivera, n. 1984)
- Walter Iglesias, calciatore argentino (Rosario, n. 1985)
- Walter Alexis Invernizzi, ex calciatore uruguaiano (Salto, n. 1981)

## J(2)
- Walter Antonio Jiménez, calciatore argentino (El Charco, n. 1939 - † 2023)
- Walter Joachim, calciatore austriaco (Vienna, n. 1901 - New York, † 1976)

## K(7)
- Walter Kaiser, calciatore tedesco (Neuwied, n. 1907 - Rennes, † 1982)
- Walter Kannemann, calciatore argentino (Concepción del Uruguay, n. 1991)
- Walter Kelly, calciatore scozzese (Cowdenbeath, n. 1929 - Dunfermline, † 1993)
- Walter Kelsch, ex calciatore tedesco (Stoccarda, n. 1955)
- Walter Kollmann, calciatore austriaco (n. 1932 - † 2017)
- Walter Krause, calciatore tedesco (Amburgo, n. 1896 - Amburgo, † 1948)
- Walter Krause, ex calciatore tedesco (n. 1953)

## L(2)
- Walter López, ex calciatore uruguaiano (Montevideo, n. 1985)
- Walter Nahún López, calciatore honduregno (La Labor, n. 1977 - La Democracia, † 2015)

## M(19)
- Walter Mantegazza, calciatore uruguaiano (n. 1952 - † 2006)
- Walter Mantovani, calciatore italiano (Gonzaga, n. 1918)
- Walter Marcacci, calciatore italiano (Castellina Marittima, n. 1908 - Roma, † 1989)
- Walter Marciano, calciatore brasiliano (Santos, n. 1931 - Valencia, † 1961)
- Walter Marichal, calciatore uruguaiano (Montevideo, n. 1935 - † 2017)
- Walter Mazzantti, calciatore argentino (Buenos Aires, n. 1996)
- Junior Messias, calciatore brasiliano (Ipatinga, n. 1991)
- Walter Mirabelli, ex calciatore italiano (Cosenza, n. 1968)
- Walter Mirabelli, ex calciatore argentino (Jáuregui, n. 1960)
- Walter Mirabelli, ex calciatore italiano (Gavi, n. 1934)
- Walter Monaco, ex calciatore e allenatore di calcio italiano (Lecce, n. 1970)
- Walter Montillo, ex calciatore argentino (Lanús, n. 1984)
- Walter Montoya, calciatore argentino (Machagai, n. 1993)
- Walter Andre Moore, ex calciatore guyanese (Georgetown, n. 1984)
- Walter Morel, calciatore uruguaiano (Montevideo, n. 1927)
- Walter Moreno, ex calciatore colombiano (Zarzal, n. 1978)
- Walter Muir, ex calciatore scozzese (n. 1953)
- Walter Müller, calciatore svizzero (Uznach, n. 1938 - † 2018)
- Walter Müller, ex calciatore tedesco (Zweibrücken, n. 1954)

## N(3)
- Walter Nachtwey, calciatore tedesco (n. 1934 - † 2013)
- Walter Negroni, calciatore italiano (Ferrara, n. 1908 - Bologna, † 1996)
- Walter Núñez, calciatore argentino (Reconquista, n. 2003)

## O(2)
- Walter Odede, ex calciatore keniota (n. 1974)
- Walter Olivera, ex calciatore uruguaiano (Parque del Plata, n. 1953)

## P(6)
- Walter Pelletti, ex calciatore uruguaiano (Fray Bentos, n. 1966)
- Walter Petron, calciatore italiano (Padova, n. 1918 - Padova, † 1945)
- Walter Ponce, calciatore cileno (Santiago del Cile, n. 1998)
- Walter Poppe, calciatore tedesco (n. 1886 - † 1952)
- Walter H. Price, calciatore inglese
- Walter Gabriel Pérez, ex calciatore argentino (n. 1998)

## R(7)
- Walter Rambaldi, calciatore italiano (Baricella, n. 1912)
- Walter Riedschy, calciatore tedesco (n. 1925 - † 2011)
- Walter Risse, calciatore tedesco (Düsseldorf, n. 1893 - † 1969)
- Walter Rodekamp, calciatore tedesco (Hagen, n. 1941 - † 1998)
- Walter Rodríguez, calciatore paraguaiano (Luque, n. 1995)
- Walter Roque, calciatore e allenatore di calcio uruguaiano (Montevideo, n. 1937 - Caracas, † 2014)
- Walter Rose, calciatore tedesco (Lipsia, n. 1912 - † 1989)

## S(12)
- Gael Sandoval, calciatore messicano (Guadalajara, n. 1995)
- Walter Schachner, ex calciatore e allenatore di calcio austriaco (Leoben, n. 1957)
- Walter Schleger, calciatore austriaco (Praga, n. 1929 - † 1999)
- Walter Schneiter, calciatore svizzero (Zurigo, n. 1923 - Zurigo, † 1972)
- Walter Seiler, ex calciatore svizzero (Wettingen, n. 1954)
- Walter Serrano, calciatore argentino (Villa Constitución, n. 1986)
- Luizão, calciatore brasiliano (Firminópolis, n. 1990)
- Walter Silvani, ex calciatore argentino (Quilmes, n. 1971)
- Walter Sköld, calciatore svedese (Enebyberg, n. 1910 - † 1975)
- Walter Smith, calciatore e allenatore di calcio scozzese (Lanark, n. 1948 - Glasgow, † 2021)
- Walter Sorkale, calciatore tedesco (n. 1890 - † 1945)
- Walter Speggiorin, ex calciatore italiano (Camisano Vicentino, n. 1952)

## T(2)
- Walter Taibo, calciatore uruguaiano (Montevideo, n. 1931 - † 2021)
- Walter Tandazo, calciatore peruviano (Tumbes, n. 2000)

## V(3)
- Wálter Veizaga, calciatore boliviano (Cochabamba, n. 1986)
- Walter Viitala, ex calciatore finlandese (Helsinki, n. 1992)
- Walter Vollweiler, calciatore tedesco (Ulma, n. 1912 - † 1991)

## W(7)
- Walter Wallenborg, calciatore norvegese (n. 1908 - † 1984)
- Walter Weiler, calciatore svizzero (Winterthur, n. 1903 - Berna, † 1945)
- Walter Werginz, calciatore austriaco (n. 1913 - Sukhovola, † 1944)
- Walter White, calciatore britannico (Hurlford, n. 1882 - Fulham, † 1950)
- Walter Wild, calciatore e dirigente sportivo inglese (Zurigo, n. 1872 - † 1953)
- Walter Williams, calciatore honduregno (La Ceiba, n. 1983 - La Ceiba, † 2018)
- Walter Winterbottom, calciatore e allenatore di calcio inglese (Oldham, n. 1913 - Guildford, † 2002)

## Z(7)
- Walter Zastrau, ex calciatore tedesco (n. 1935)
- Jack Zealley, calciatore inglese (Bothenhampton, n. 1874 - Weymouth, † 1956)
- Walter Zeman, calciatore austriaco (Vienna, n. 1927 - Vienna, † 1991)
- Walter Zevallos, ex calciatore peruviano (Nazca, n. 1973)
- Wally Ziaja, ex calciatore statunitense (Linz, n. 1949)
- Walter Zironi, calciatore italiano (Sassuolo, n. 1919 - Manno, † 1944)
- Walter Zunino, ex calciatore argentino (Capital Federal, n. 1981)